# Автомобильный мост через Великую (Опочка)
Автомобильный мост через Великую — автодорожный железобетонный балочный мост через реку Великая в Опочке, Псковская область. По мосту проходит автомобильная дорога Опочка – Красногородск – граница с Латвийской Республикой.

## Расположение
Расположен в створе Красногородской улицы, соединяя её с Советской площадью. Рядом с мостом находится парк «Городской вал». 
Выше по течению находится пешеходный висячий мост, ниже — пешеходный Синий мост.

## История

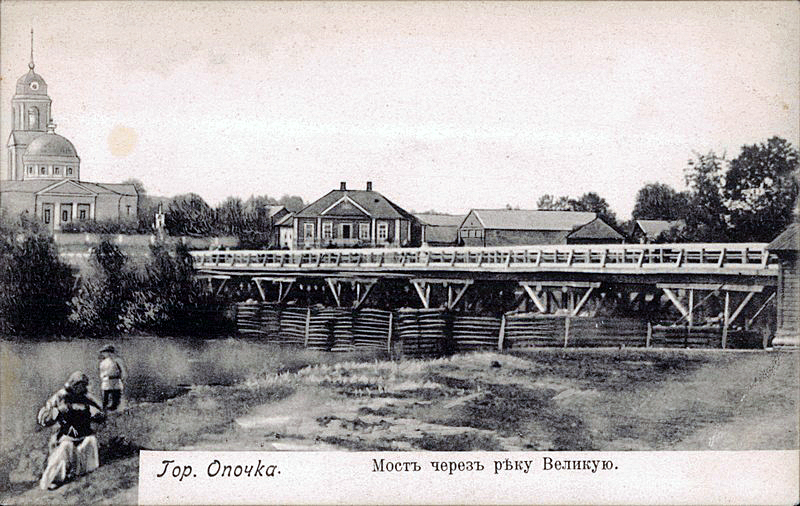
Мост через Великую и Троицкая церковь. Фото 1900-х годов

На плане застройки Опочки, составленном в 1774 году в Комиссии Бецкого архитектором Иваном Старовым, показана центральная площадь в конце Новоржевской улицы, которая соединялась мостом через Великую с Завеличьем.
В первой половине XIX века для сообщения с Завеличьем ежегодно в весеннее время опочане использовали паром, а в летнее — устраивали деревянный мост на козлах, что ежегодно обходилось городу в 550 рублей серебром. Во время прохождения льда экипажное движение прекращалось и сообщение было только на лодках.
В 1821 году во время большого зимнего наводнения деревянный мост на ряжевых опорах для устойчивости был нагружен 75 возами с камнем. Однако он не выдержал напора воды, был разобран и восстановлен вновь. В августе 1841 года газета Псковские губернские ведомости писала: «22-го истекшего месяца в Опочке в 7 часов по полудни при сильном дожде и ветре сорвало внезапно бурею канат, по коему ходит паром, устроенный по случаю разрушенного сильным напором воды еще 11-го июля моста».
В 1861 году построен деревянный проезжий мост. В дневнике опочецкого купца П. С. Лобкова отмечалось: «с 3 января и в марте кончен, купцом Константином Ладыгиным, от казны и из земских повинностей, ценою около 9 тыс. руб. серебром; мастером Снегиревым строен из сырого лесу. В 1868 году поновлён и досками наслан». В 1886 году выполнен ремонт верхнего настила моста.
В июне 1887 года в честь посещения Опочки великим князем Владимиром Александровичем при въезде на мост со стороны собора была возведена временная арка, украшенная зеленью и флагами. В июне 1910 года по случаю проезда через Опочку участников автопробега Санкт-Петербург — Киев — Москва — Санкт-Петербург мост украсили молодыми берёзками.
К началу XX века мост был деревянным с ригельно-подкосными пролётными строениями на высоких рубленых ряжевых опорах. В советское время, в 1921—1922 годах благоустроена дамба для въезда на мост. В 1938 году выполнена реконструкция моста – установлены новые пролётные строения из деревянных балочных ферм с ездой понизу. 
В июле 1941 года при отступлении Красной Армии восточная часть моста была взорвана. Немцы восстановили переправу с помощью металлических балок, они же в июле 1944 года её и взорвали при отступлении из Опочки. Восстановлен мост был в 1948 году, с сохранением прежней конструкции. В 1961 году построен существующий железобетонный мост.
В 1971, 1991 и 1993 годах проводились обследования моста, по результатам которых было отмечена необходимость проведения ремонта. Вопрос о строительстве нового моста (при перестройке старого) депутаты Опочецкого городского Совета народных депутатов поставили вопрос ещё в 1991 году. Однако новый мост, выше по течению Великой, был построен только в 2007—2008 годах.
В 2008 году выполнен ремонт моста — заменено перильное и барьерное ограждение, уложено новое покрытие проезжей части и тротуаров. Работы производило ОАО «Автомост».

## Конструкция
Мост четырёхпролётный железобетонный, балочно-разрезной системы. Пролётное строение состоит из сборных железобетонных балок постоянной высоты, объединённых железобетонной плитой проезжей части. Устои монолитные железобетонные. Промежуточные опоры массивные железобетонные, облицованы гранитом. 
Мост предназначен для движения автотранспорта и пешеходов. Проезжая часть моста включает в себя 2 полосы для движения автотранспорта. Покрытие проезжей части и тротуаров — асфальтобетон. Тротуары отделены от проезжей части металлическим барьерным ограждением. Перильное ограждение металлическое сварное простого рисунка, с металлическими стойками. Освещение проезжей части моста выполняется при помощи мачт освещения, установленных на промежуточных опорах.